# Himorogi

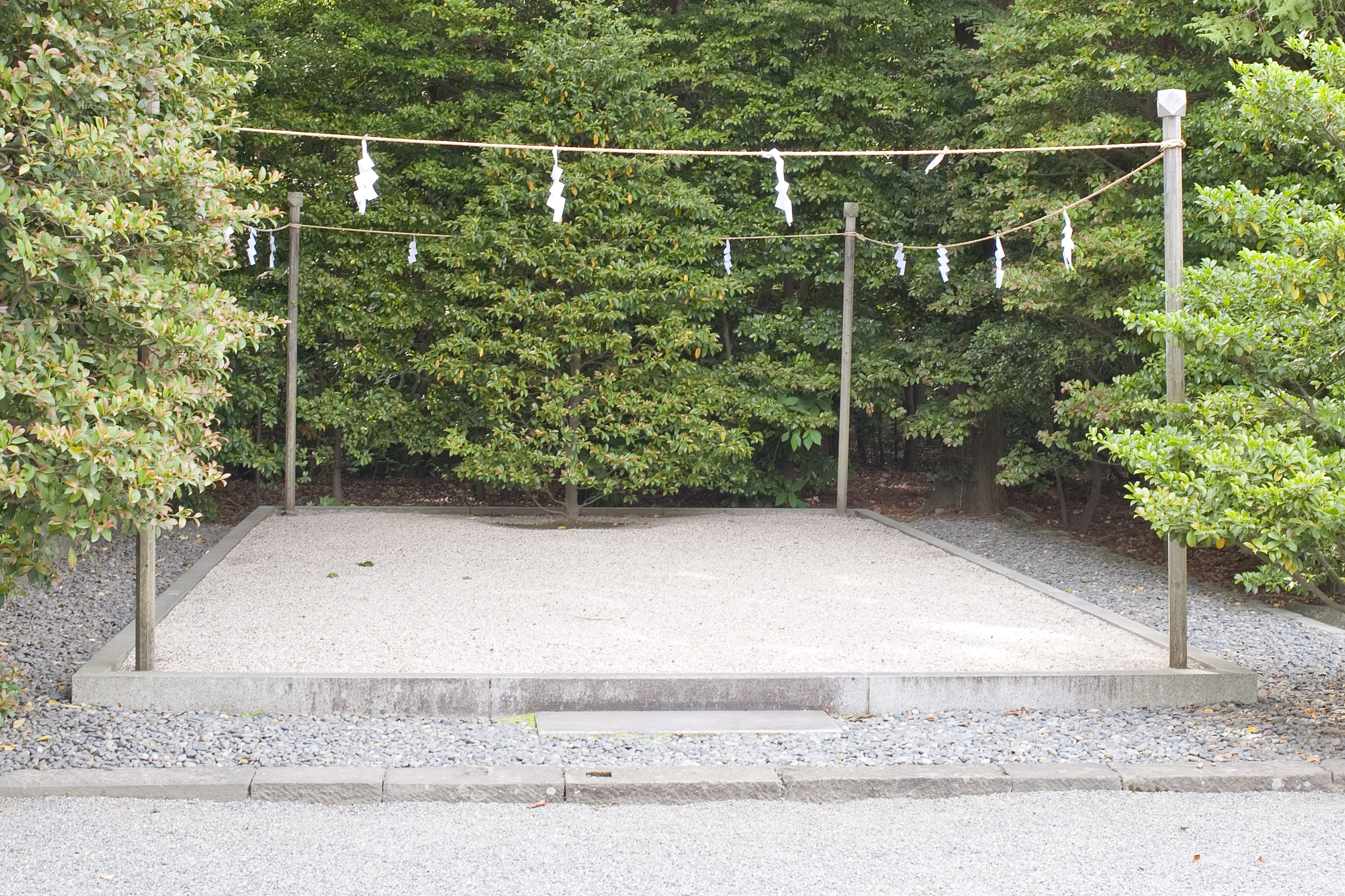
Un himorogi à Tsurugaoka Hachiman-gū.

Les himorogi (神籬, lit. « clôture divine ») dans la terminologie shinto sont des espaces sacrés ou des autels utilisés pour le culte sans l'architecture shinto.

## Étymologie
L'étymologie du mot est incertaine, mais il apparaît déjà dans le Nihon Shoki et le Man'yōshū. Le terme himorogi se réfère aussi au point central, « l'arbre », et à l'espace sacré qui sont tous deux réputés être purifiés ou « non pollués ».

## Description

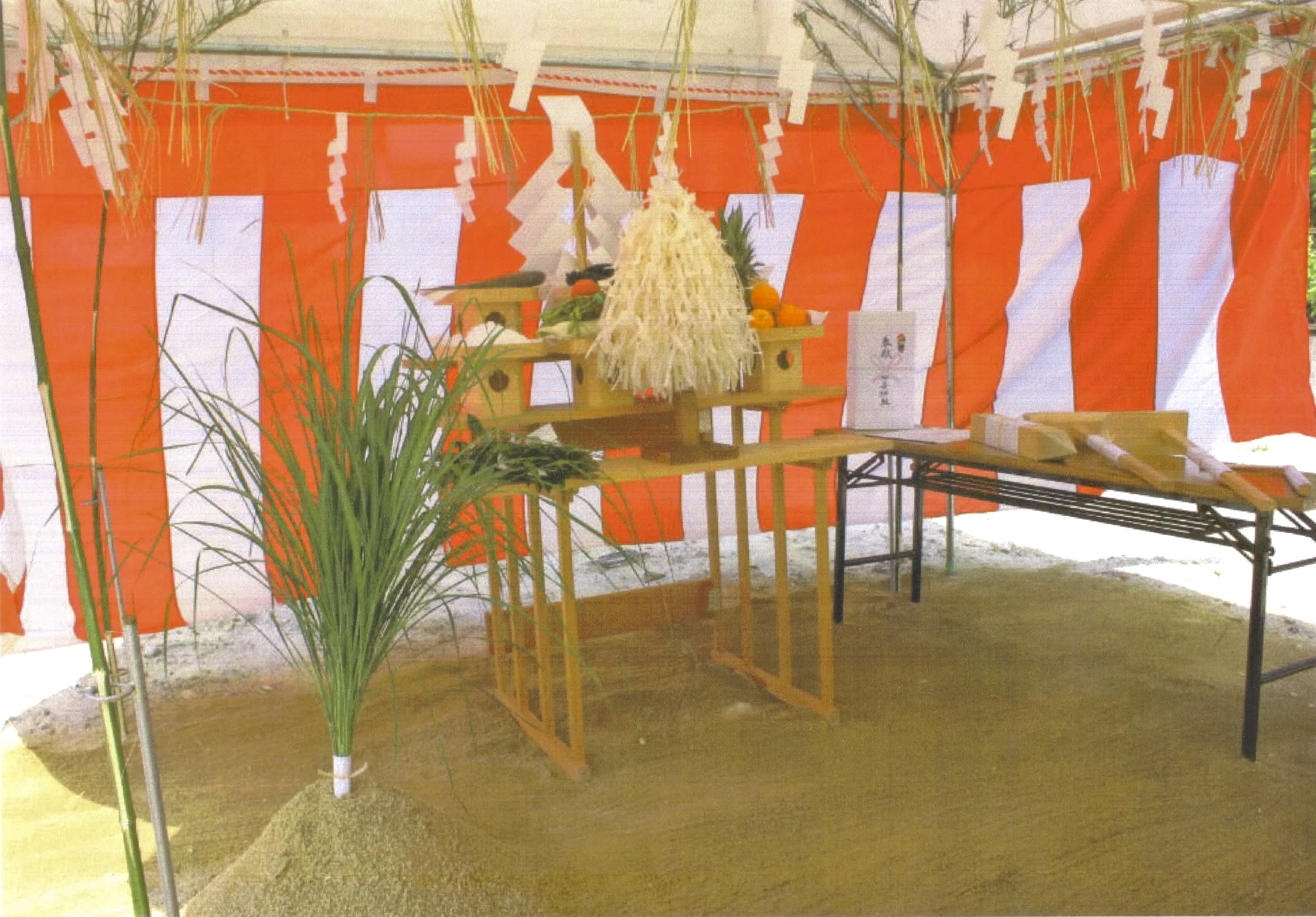
Un himorogi préparé pour un jichinsai.

Les himorogi au Japon se rencontrent le plus souvent sur les sites de construction, où, après utilisation, ils restent en place un certain temps avant que les travaux ne commencent. Ils sont installés pour un prêtre shintoïste qui vient bénir le site au cours d'une cérémonie d'inauguration appelée jichinsai (地鎮祭).
Dans leur forme la plus simple, ce sont des aires carrées avec du bambou vert ou des sakakis aux angles. Ceux-ci à leur tour supportent des cordes sacrées appelées shimenawa décorées de banderoles appelées shide. Une branche de sakaki ou quelque autre à feuilles persistantes au centre agit comme un yorishiro, représentation physique de la présence du kami, un être qui est en soi incorporel,. 
Durant le Aoi matsuri à Kyoto, le himorogi est un espace carré entouré de branches vertes avec un sempervirent au centre en tant que yorishiro. Un himorogi plus élaboré peut également être réalisé avec une natte de paille sur le sol portant un support cérémonial à huit jambes appelé hassoku-an (八足案, « an à huit jambes ») décoré avec des shimenawa et des emblèmes sacrés.